# Heteroestructura

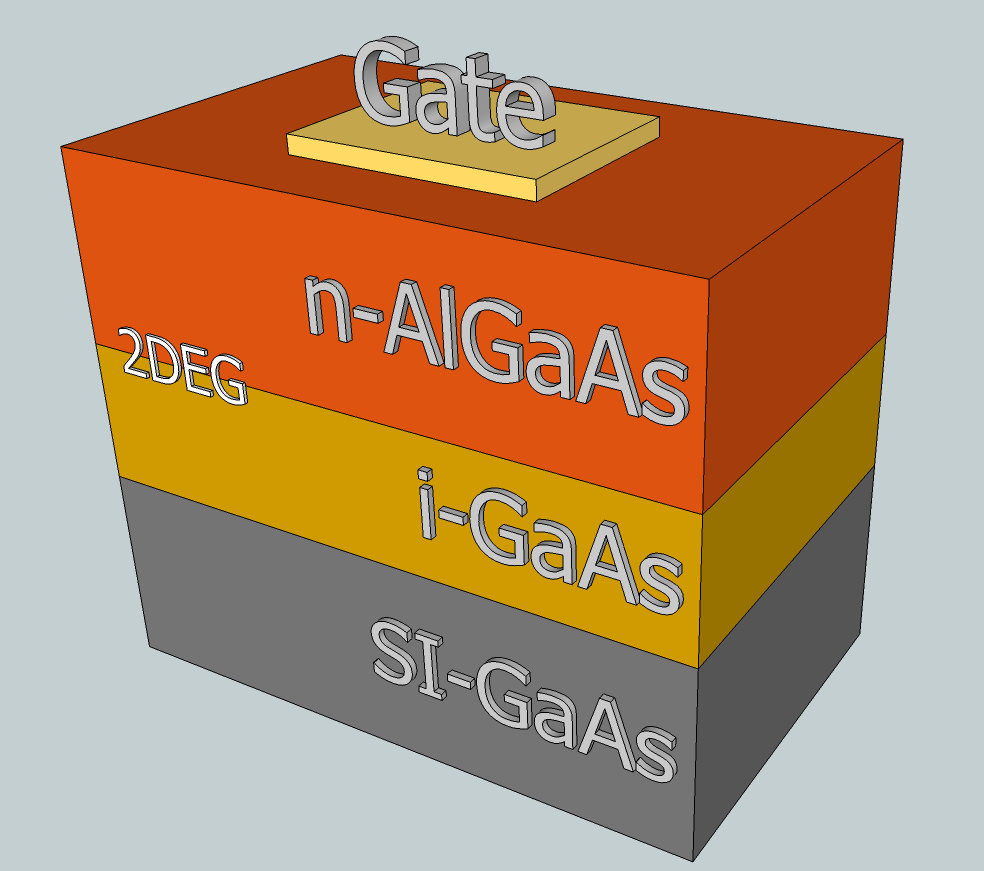
Esquema de una heteroestructura de dos dimensiones electrón gas (2DEG).

Heteroestructura es la unión de dos materiales semiconductores distintos. Para ello deben alcanzar un equilibrio eléctrico entre los dos conductores. Se puede definir esencialmente como un semiconductor el cual su composición eléctrica cambia con una posición. La heterounión es su forma más simple. Las heteroestructuras son de gran importancia en la ciencia y tecnología moderna y son el fundamento de los transistores de alta frecuencia y de los dispositivos optoelectrónicos.

## Historia
En 1947, William Brasford Shockley, el inventor del transistor, propuso por primera vez unir varios semiconductores en un solo compuesto o producto. 
El concepto de láser se inventó en 1958 por Arthur Leonard Schawlow y Charles H. Townes, y  Theodore Maiman construyó el primer láser por primera vez 16 de mayo de 1960. Tras estos desarrollos, se fueron elaborando una gran variedad de tipos de láser como el láser de Helio-Neón (He-Ne), láser de dióxido de carbono (CO2) o el láser semiconductor. 
Los científicos Zhorés Alfiórov del Instituto Físico-Técnico Ioffe, y Herbert Krömer de la Universidad de California en Santa Bárbara, plantearon diseñar un láser en 1963 con una doble heteroestructura, es decir, utilizando el concepto de electrones y huecos confinados en el centro de una guía de onda óptica en un conjunto de doble heterojuntura. Es decir, el láser semiconductor de heteroestructura cerrada tiene una zona activa que se encuentra reducida a un cuerpo tubular a lo largo del cuerpo cristalino. Como los materiales que rodean la unión presentan un índice de refracción menor, se producirán efectos de reflexión total de la luz en el interior de la zona activa comportándose esta como una guía de onda. El primer láser real con este concepto fue realizado por Izuo Hayashi en 1970. 
Anteriormente, los láseres semiconductores elementales no podían resistir altas temperaturas que podían generar, sin embargo esta nueva estructura de semiconductor evitaba este problema. De esta manera, se consiguió que los láseres semiconductores pudieran funcionar de manera continua a temperatura ambiente. Esto permitió posteriormente el desarrollo de los primeros discos compactos en los años setenta.
En 2000 se otorgó el premio Nobel de Física compartido entre los científicos Alfiórov, Kröemer por sus descubrimientos en heteroestructuras semiconductoras y "su aplicación en la electrónica de alta frecuencia y la optoelectrónica", junto al científico Jack S. Kilby por su contribución a la invención del circuito integrado. La mayor parte de los componentes de la electrónica en la actualidad, como transistores, diodos emisores de luz (LED), fotodetectores, láseres semiconductores o paneles solares, se construyen a partir de este concepto. Por su avance en la miniaturización tecnológica de estos elementos, se ha conseguido mejorar y popularizar los circuitos integrados.

## Concepto

### Semiconductores
Uno de los fundamentos de la electrónica es el uso de los semiconductores. Los semiconductores tienen la característica de tener dos posibilidades con la corriente eléctrica, o evitan su paso o permiten el paso de esta en cualquier dirección. Depende de factores como la temperatura, la luz o la presencia de aditivos. Por ejemplo, los diodos semiconductores funcionan como válvulas, dejan pasar la corriente eléctrica solo en una dirección.

### Unión PN
Una estructura fundamental en electrónica es la conocida como la unión PN, principalmente en diodos y transistores. La unión PN se forma al unir dos cristales generalmente de silicio (Si), aunque también se fabrican de germanio (Ge), de naturaleza tipo P -huecos con carga positiva- y N -electrones cargados negativamente- según su composición a nivel atómico. Estos cristales se modifican al dopar cristales de metal puro con impurezas de tal manera que se incrementa su conductividad eléctrica decenas de veces. Según se modifican estos, los electrones cargados negativamente (tipo N) o huecos con carga positiva (tipo P), podrán portar o no carga eléctrica. Es la base por ejemplo de la energía solar fotovoltaica.
Estos aditivos se puede añadir de diferentes formas. Por ejemplo, para crear transistores bipolares de silicio, que se pueden contar por millones en el microprocesador de un ordenador normal o un teléfono inteligente se suele aplicar la implantación de iónes: un bombardeo por iones acelerados en el vacío.
Sin embargo, la unión PN tiene sus problemas, uno de ellos es su baja resistencia con altas temperaturas. Hasta en un semiconductor puro, sin impurezas, se generan electrones y huecos al calentarse. Es decir, si el cristal "olvida" la presencia de aditivos o impurezas, empezará a dejar pasar la corriente eléctrica en ambas direcciones y no funcionará. Los láseres con uniones PN para funcionar necesitan una temperaturas muy bajas y extremas, como la del nitrógeno líquido: −195,8 °C a una presión de una atmósfera. Este defecto o imperfección en las uniones PN y la necesidad general de láseres semiconductores que funcionen a temperatura ambiente, impulsaron a los científicos a crear las conocidas aleaciones como heterouniones y heteroestructuras.

### Heterounión y heteroestructura
La heterounión es la forma más simple de estas estructuras y es la cohesión de dos materiales semiconductores, dos cristales, diferentes mediante un contacto ideal, sin grietas u otros defectos. Esto permite generar muchos fenómenos útiles en este nuevo semiconductor que, a diferencia de la unión PN, las altas temperaturas o el calentamiento casi no influye en estas estructuras, llamadas heteroestructuras.
Los semiconductores pueden emplear, además de los elementales como el silicio o el germanio, las uniones de compuestos químicos de los grupos  АIIIBV de la tabla periódica, por ejemplo, arseniuro de galio (GaAs) o arseniuro de indio (InAs), así como fosfuro de indio (InP), nitruro de galio (GaN). Uniendo estos elementos y sus soluciones triples, se pueden modificar ampliamente las características electrónicas y ópticas de los dispositivos.
Estas heteroestructuras son capaces de mejorar la eficacia de componentes semiconductores como los transmisores porque le permiten modificar su estructura para controlar el movimiento de las cargas portadoras. En la actualidad, la heteroestructura se forma con un cristal compuesto por semiconductores heterogéneos de distinto tipo. Estos semiconductores se ubican en una estructura o posición concreta dispuestos en capas y alineados aproximadamente en una determinada dirección, conocida como dirección de crecimiento. A esta clase de configuración de parámetros se le suele denominar heteroconjunción o heterojuntura.

## Fabricación de heteroestructuras
Para la fabricación actual de estas estructuras especiales, existe la posibilidad de depositar elementos químicos con extrema precisión a escala atómica, mediante técnicas especiales como la conocida de crecimiento epitaxial por haces moleculares. Esto es, procedimientos donde se produce el paso de un semiconductor a otro, como la Molecular Beam Epitaxy (MBE) o la deposición de vapor mediante procesos químicos organometálicos (MOCVD).
Por lo que respecta a la fabricación actual de heteroestructuras, ya  existe la posibilidad de depositar elementos químicos con extrema precisión a escala atómica mediante técnicas especiales como las llamadas "de crecimiento epitaxial" , esto es: mediante técnicas en las cuales se produce el pasaje de un semiconductor a otro; son técnicas tales como la MBE (sigla inglesa de Molecular Beam Epitaxy) o la MOCVD (Metalorganic Chemical Vapor Deposition). Con estas técnicas se podría depositar materiales con tanta exactitud que podrían proveer una gama ilimitada en teoría de heteroestructuras y desarrollar así sistemas con las características que los portadores de carga eléctrica se encontrarían confinados o atrapados en espacios limitados, llamados espacios de dimensionalidad reducida. Precisamente por estas virtudes la mayor parte de los dispositivos a semiconductores producidos actualmente están constituidos por heteroestrucuturas.  En el campo de la optoelectrónica, la posibilidad de confinar la radiación óptica es extremadamente importante.